# Rue des Jardins-Saint-Paul
La rue des Jardins-Saint-Paul est une voie située dans le 4e arrondissement de Paris, en France, dans le quartier administratif Saint-Gervais.

## Situation et accès
Les stations de métro les plus proches sont celles de Saint-Paul (ligne 1), du Pont Marie (ligne 7) et de Sully - Morland (ligne 7).
La rue est aussi accessible en Vélib', à partir des stations no 4009 (au 6 de la rue Saint-Paul), no 4011 (au 18 de la rue de l'Hôtel-de-Ville) et no 4010 (place des Combattantes-et-Combattants-du-Sida, près du métro).

## Origine du nom
Elle porte ce nom car la partie la plus ancienne de cette voie a été ouverte au XIIIe siècle sur des jardins voisins de l'enceinte de Paris.

## Historique

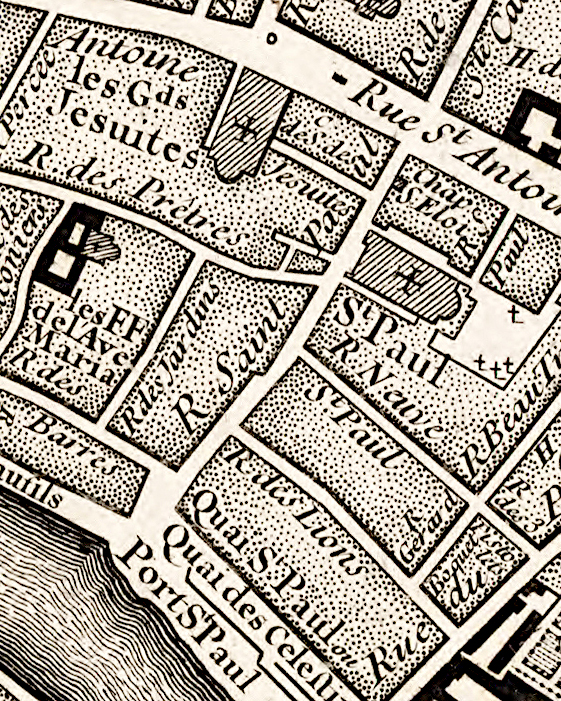
La rue, alors appelée « rue des Jardins », en 1730 (plan de Roussel). Elle ne relie, à l'époque, que la « rue des Prêtres » (rue Charlemagne) à la « rue des Barres » (rue de l'Ave-Maria).

La partie comprise entre la rue des Barrés et la rue Charlemagne est la partie la plus ancienne ; elle est mentionnée dans des contrats de vente de 1277 et 1298. Cette portion a porté le nom de « rue des Jardins », car l'espace devant les fortifications étaient inconstructibles.
Elle est citée sous le nom de « rue des Jardins » dans un manuscrit de 1636 ou le procès-verbal de visite indique qu'elle est « trouvée orde, salle et pleine de boues et immundices ».
La largeur de la rue a été portée d'abord à 8 mètres (décision ministérielle du 13 thermidor an VI) puis à 10 mètres (ordonnance royale du 4 août 1838).
La partie comprise entre le quai des Célestins et la rue de l'Ave-Maria est ouverte par voie d'expropriation en vertu d'une ordonnance royale du 3 mars 1847.
La rue étant dans le périmètre de l'îlot insalubre n° 16, les immeubles du côté impairs des numéros 5 à 21 ont été démolis en 1946. Ceux des numéros 6 à 28 qui devaient l'être ont été préservés et restaurés au cours des années 1970 par l'architecte Félix Gatier, dans le cadre de la création du Village Saint-Paul accessible par trois entrées sous porches.

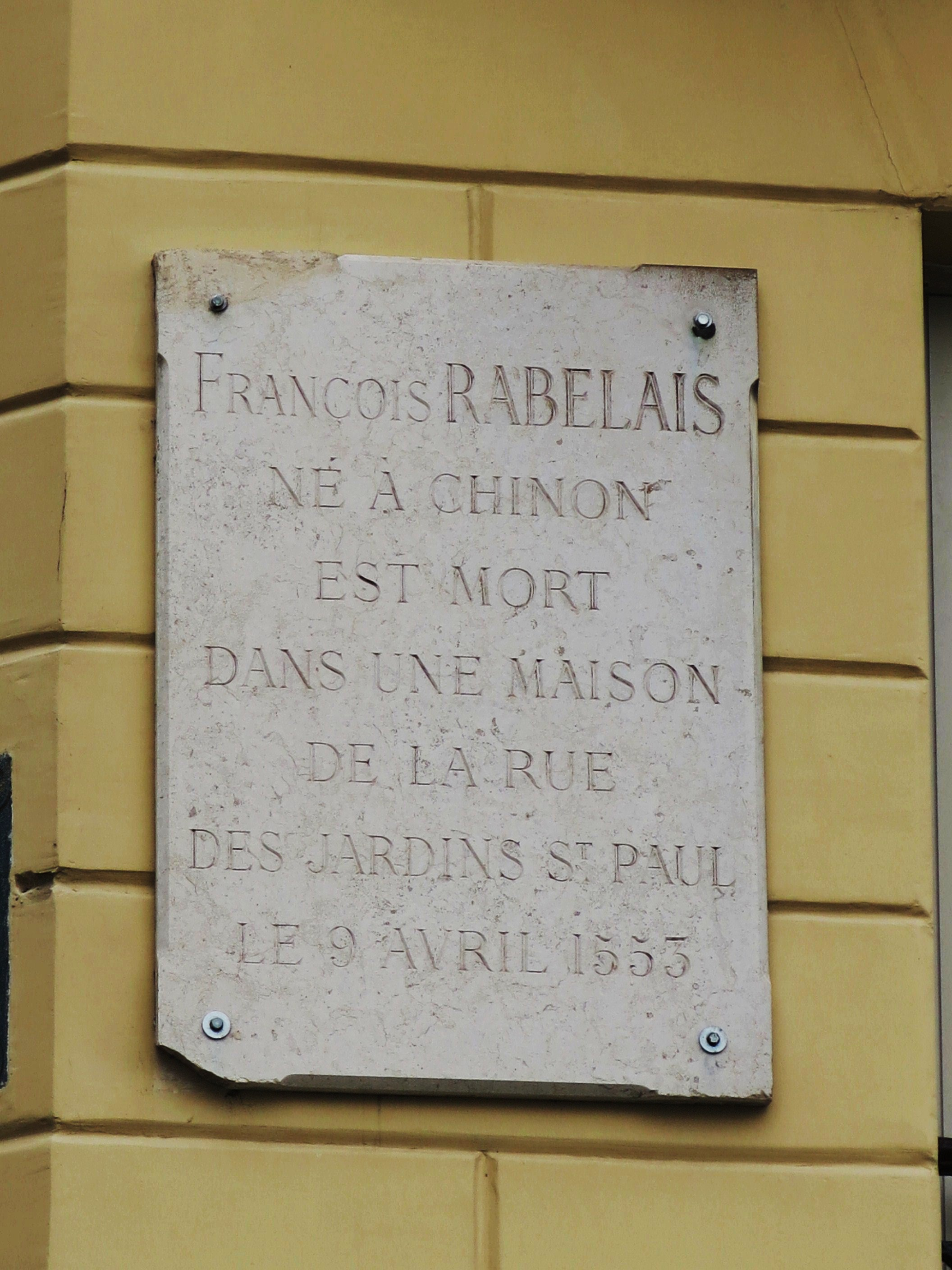
Plaque signalant le décès de François Rabelais dans cette rue.
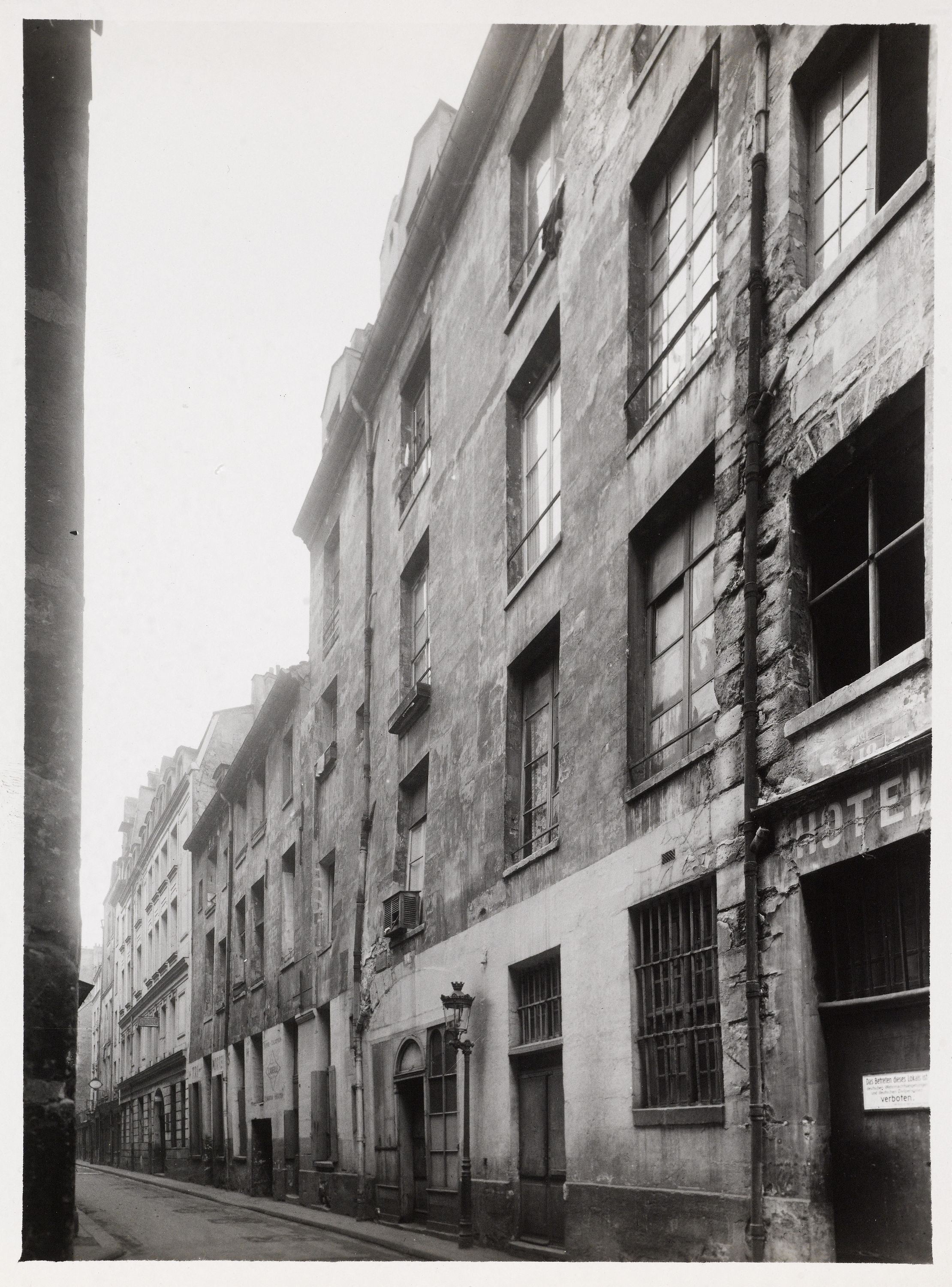
La rue vers le numéro 14 en 1941/1943.
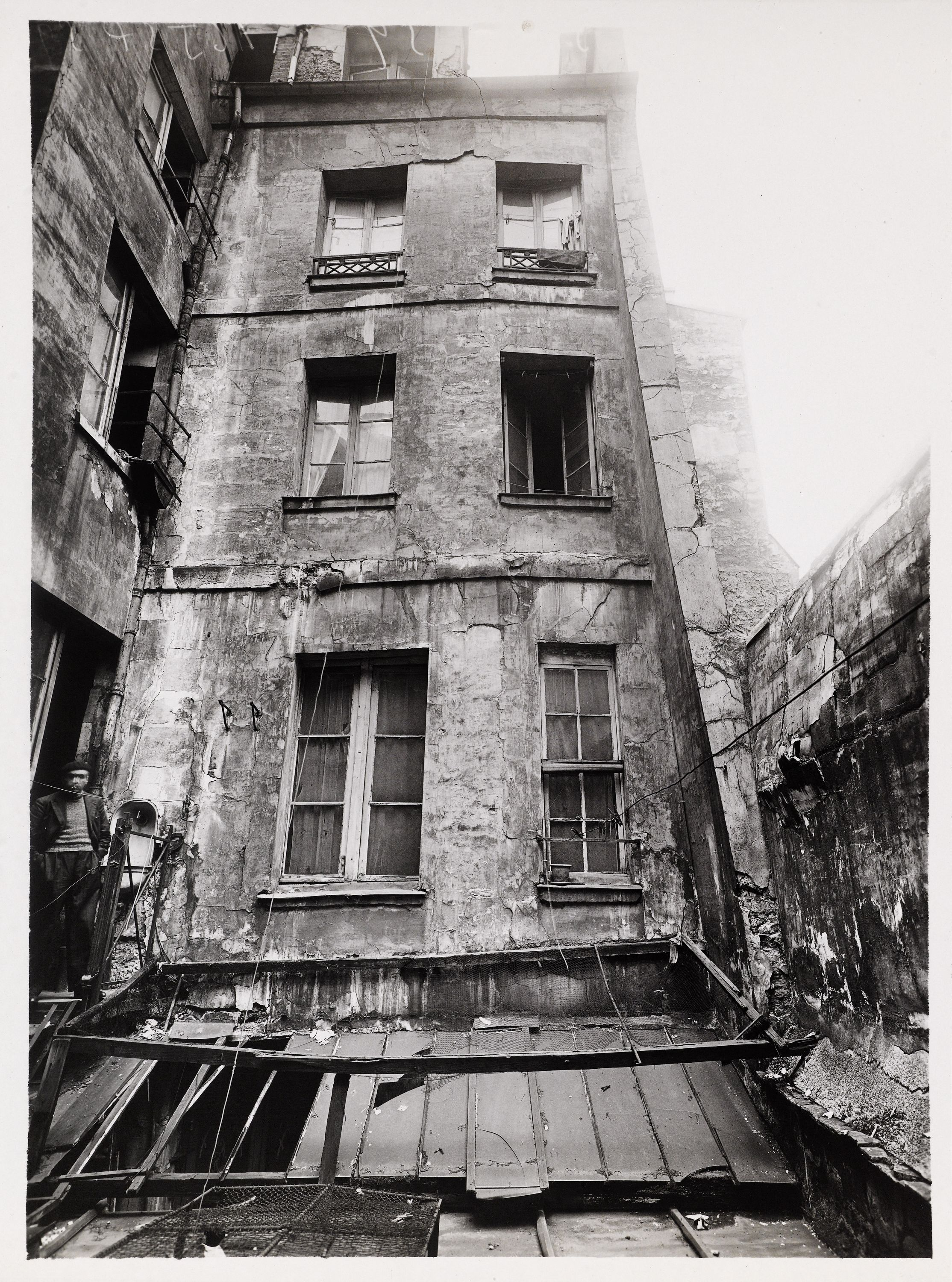
Ilôt insalubre n°16 (cour du n°16 de la rue Saint-Paul) en 1943.
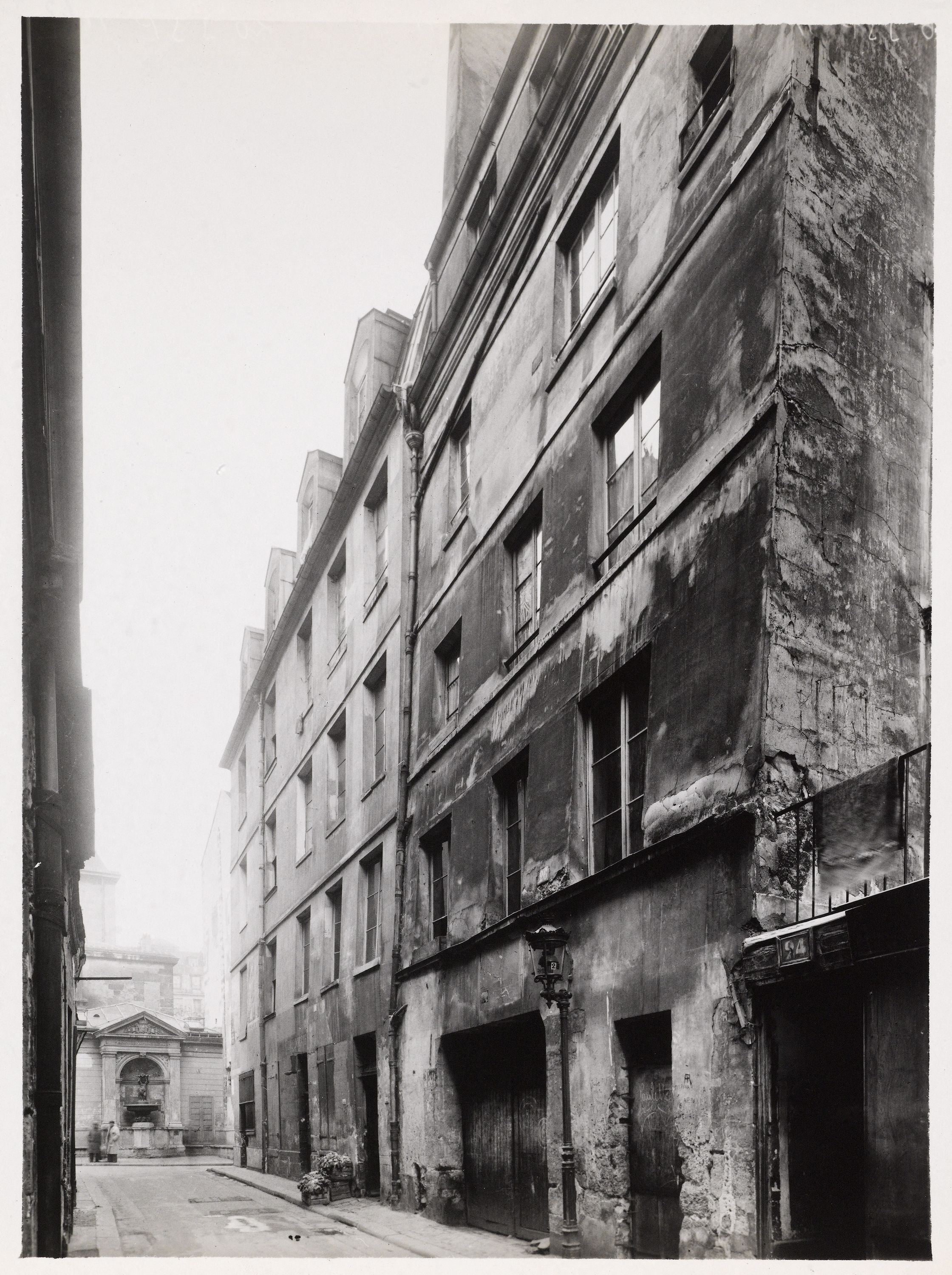
No 26 en 1943.
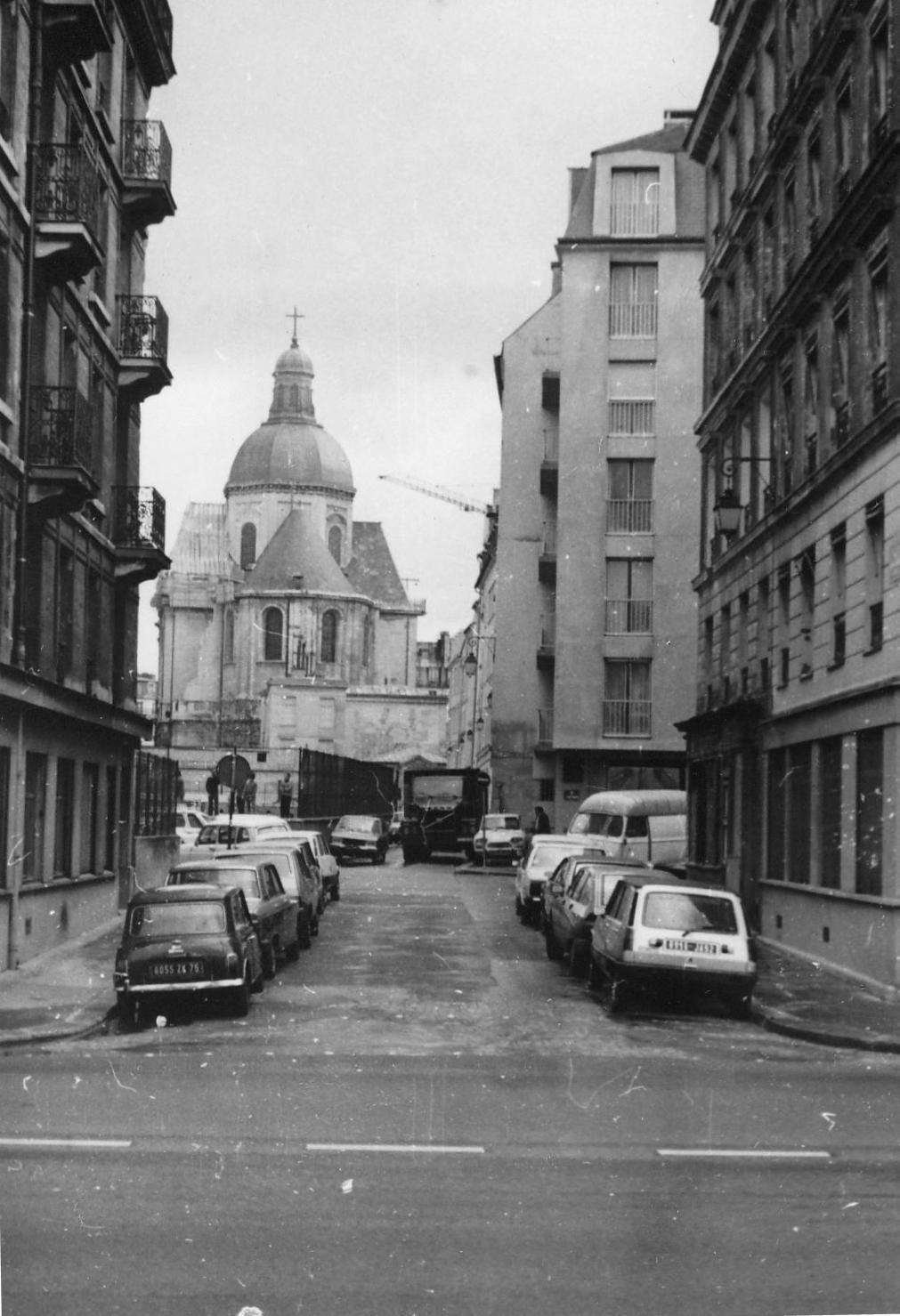
Vue de la rue en 1981.

## Bâtiments remarquables et lieux de mémoire

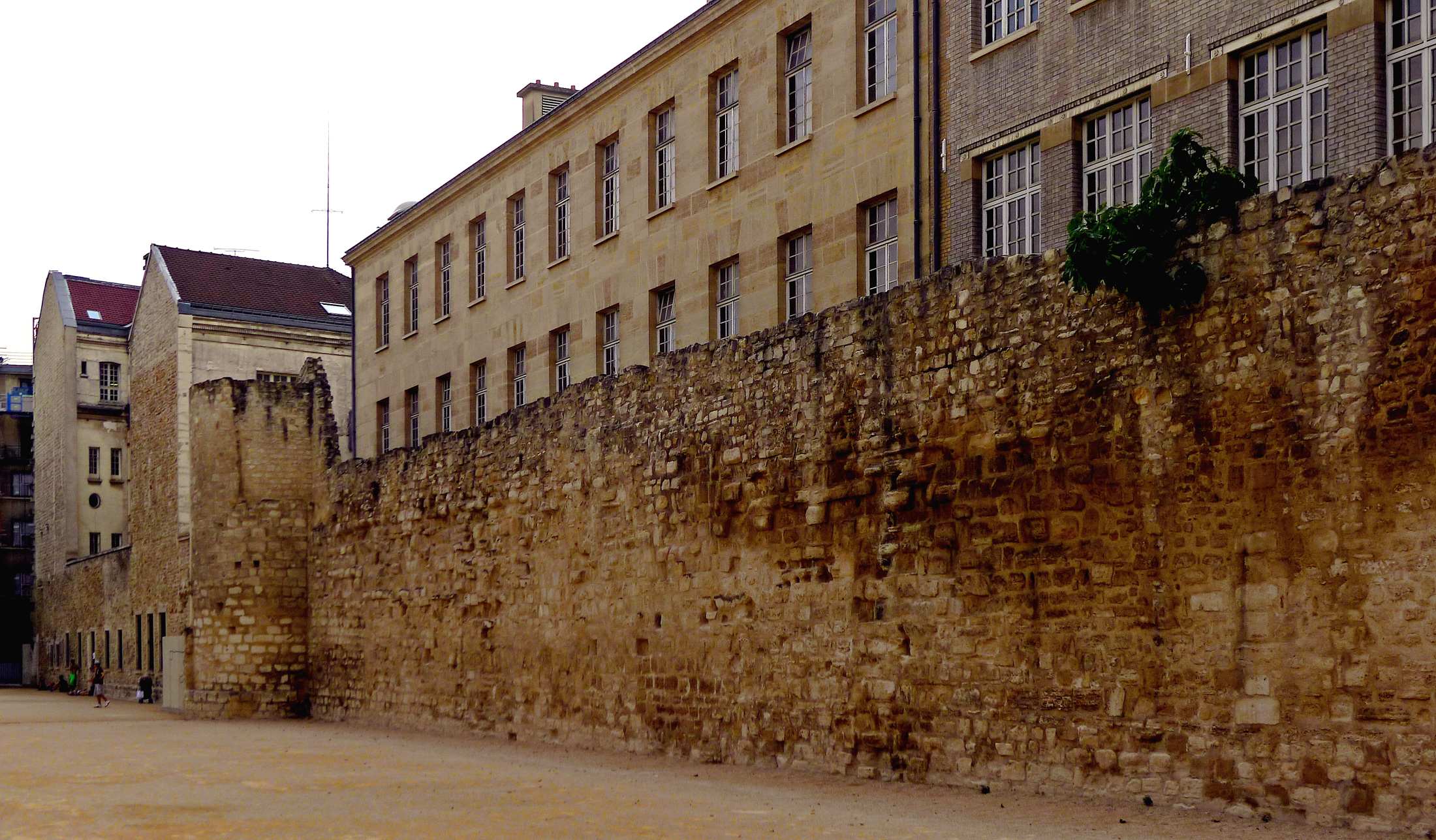
La muraille, vue de la rue Charlemagne.

Elle a la particularité de longer la plus longue portion encore existante de l'enceinte de Philippe Auguste.
Le curé de Meudon, François Rabelais, a demeuré dans cette rue, où il est mort le 9 avril 1553. Une plaque lui rend hommage.
La rue longe un terrain de jeux qui la sépare des restes de l'ancienne muraille de Paris construite entre 1190 et 1220 sous le règne de Philippe Auguste. Cette portion de 60 mètres de long pour 7,60 mètres de haut, visible uniquement du côté campagne, est classée parmi les monuments historiques depuis 1889 ; elle a été dégagée en 1946 lors de la rénovation de  l'îlot insalubre n° 16.
Le parement intérieur (côté ville) de la base de l'enceinte est encore visible dans le gymnase du collège Charlemagne, qui s'appuie dessus. Cette muraille compte encore deux tours visibles, l'une au milieu du terrain de sport (restaurée et crépie) et l'autre au croisement avec la rue Charlemagne. Cette dernière porte le nom de « tour Montgomery », du nom du capitaine de la garde écossaise d'Henri II et régicide involontaire de ce même roi en 1559, qui y aurait été enfermé après la joute fatale. Cette tour, aujourd'hui réduite à son quart, défendait la porte Saint-Paul de l'enceinte. À l'extrémité sud des vestiges de cette muraille (au niveau de la rue de l'Ave-Maria actuelle) se dressait une poterne aujourd'hui détruite, la poterne des Barrés.

Les tours de ce vestige d'enceinte
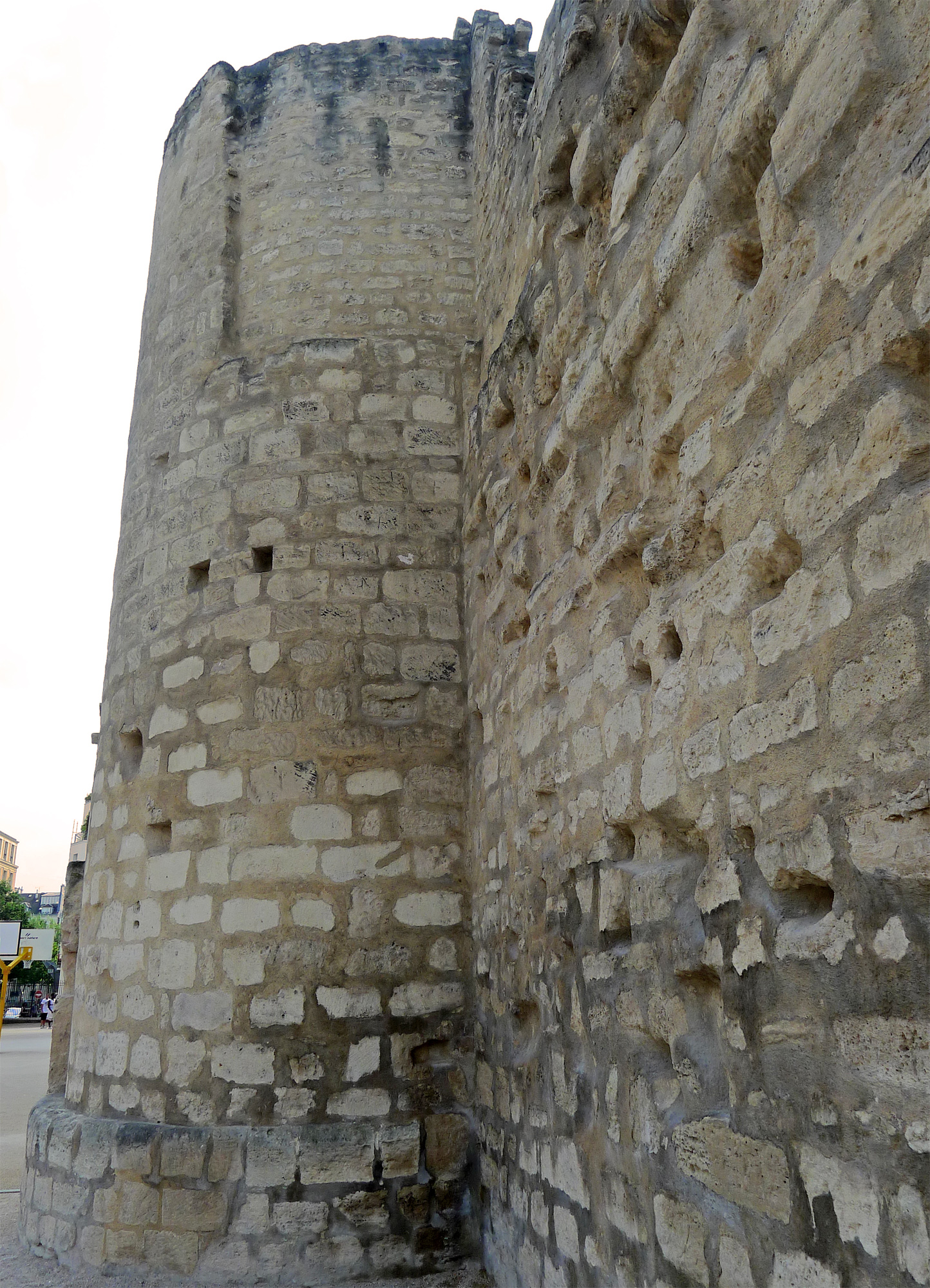
La tour située au milieu du terrain de sports.
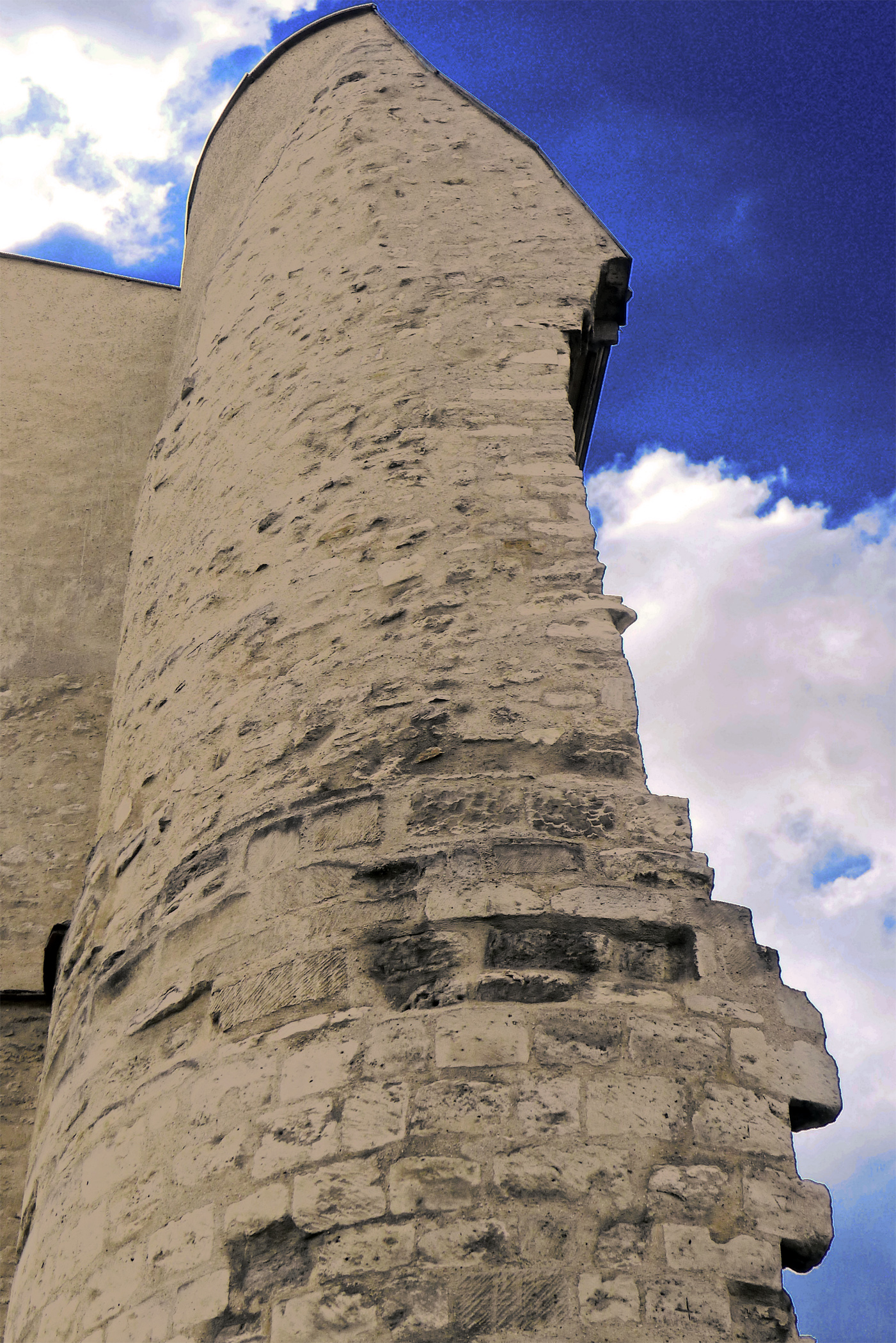
La tour Montgomery.

Le lycée Charlemagne a son entrée donnant à l'extrémité nord de la rue. 